# Günter Behnisch
Günter Behnisch (Lockwitz bei Dresden, 1922. június 12. – Stuttgart, 2010. július 12.) német építész az építészet professzora. Nemzetközi szakmai hírnevét a müncheni olimpiára tervezett Olimpiapark és az olimpiai játékok sportépítményeivel érte el (1967–1972).

## Életrajza
Günter Behnisch Drezdában született. Családja Günther 12 éves korában 1934-ben Chemnitz-be költöztek át. Még alig volt 18 éves 1939-ben, amikor jelentkezett a Wehrmacht soraiba. A második világháború során Behnisch tengeralattjáró (U-2337)-parancsnok volt, s ilyenképpen került angol hadifogságba. 1947-ben került vissza Angliából Németországba, ahol 1947 és 1951 között a Technischen Hochschule Stuttgart építész - szakán tanult. Végül 1951 és 1952 között Stuttgartban  Rolf Gutbrod építészeti műtermében dolgozott.
Benisch 1952-ben alapított Stuttgartban saját építészirodát, ahol 1956-ig Bruno Lambarttel működtek együtt. 1966-ban alapították a Behnisch & Partner építész-csoportot, amelyben Benisch ismertségének növekedése során több munkatárssal dolgoztak együtt. Az iroda ma is működik. Fia, Stefan Behnisch 1989-ben létesített egy ikerműtermet (Zweigbüro) ugyanitt, Stuttgartban, ami aztán 1991-től önállóvá vált, Behnisch Architektennéven, s így vált nemzetközi hírűvé. 1967-1987 között Günter Behnisch a Technischen Universität Darmstadt  tervezés, iparépítészet és építéstechnika (Entwerfen, Industriebau und Baugestaltung) rendes professzorává, továbbá ugyanakkor az itt működő szabványosítási intézet (Instituts für Normgebung) igazgatói tisztségét is betöltötte.

## Díjai, elismerései
- 1981-ben Perret-díj az Union Internationale des Architectes (Építészek Nemzetközi Szövetsége) elismerése[11]
- 1982-ben Behnisch az Akademie der Künste in Berlin akadémus tagja lett.
- 1984-ben  az Universität Stuttgart díszdoktori címét kapta.
- 1996-ban alapozó tagja volt a Sächsischen Akademie der Künste-nak ahol aztán az építészeti (Baukunst) osztályát vezette, 2000-ig.

Günter Behnisch nős családapa volt, két lányt és egy fiút nevelt. Hosszan tartó betegségben, 88 évesen hunyt el, Stuttgartban.

## Építményei

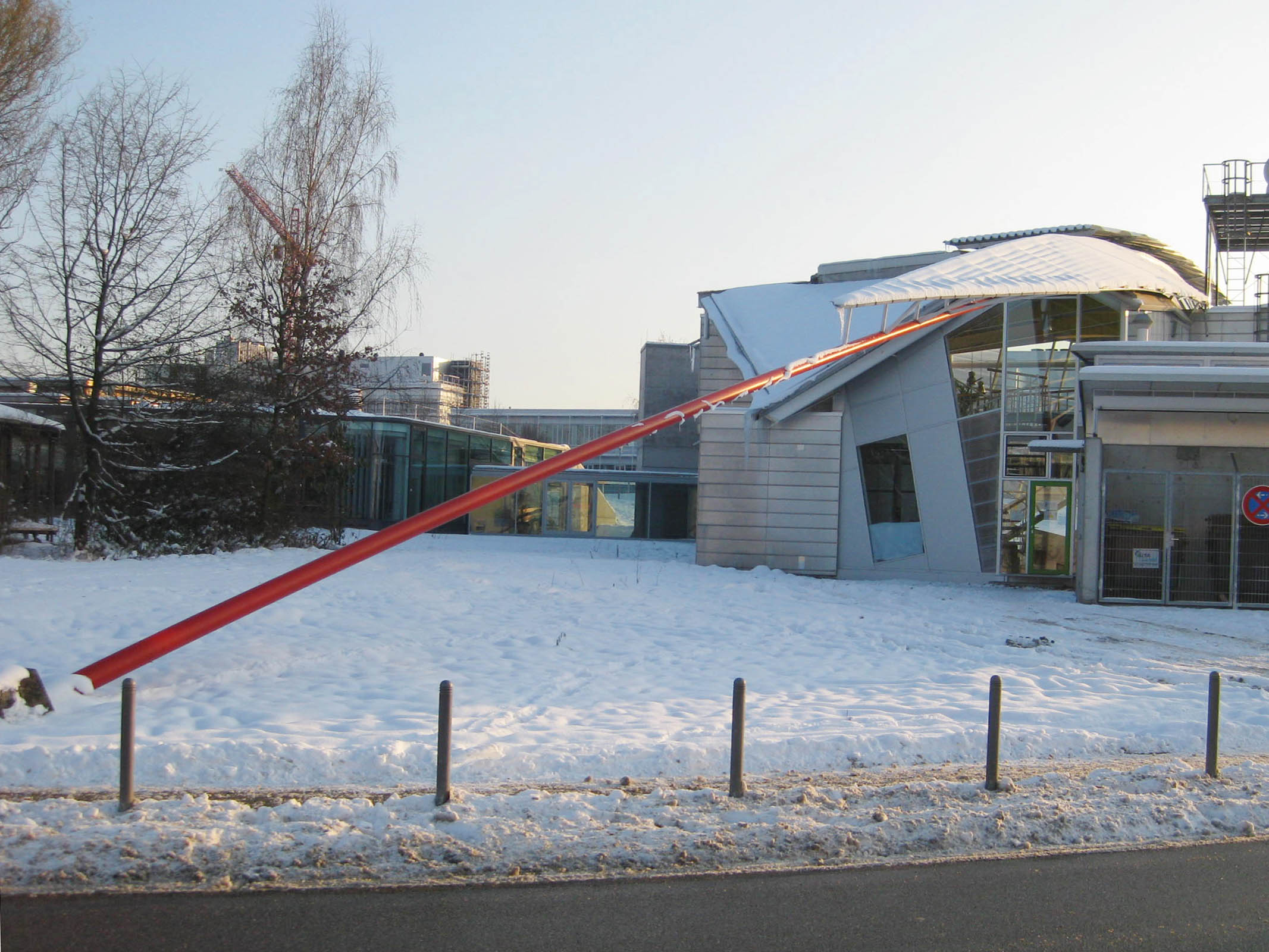
Stuttgart, Hysolar-Ház
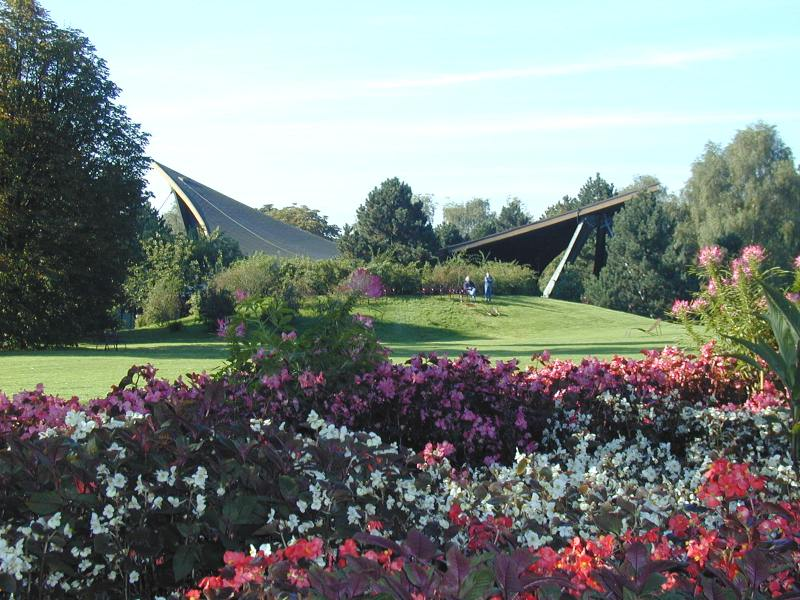
Sonnensegel, Dortmund (1972)
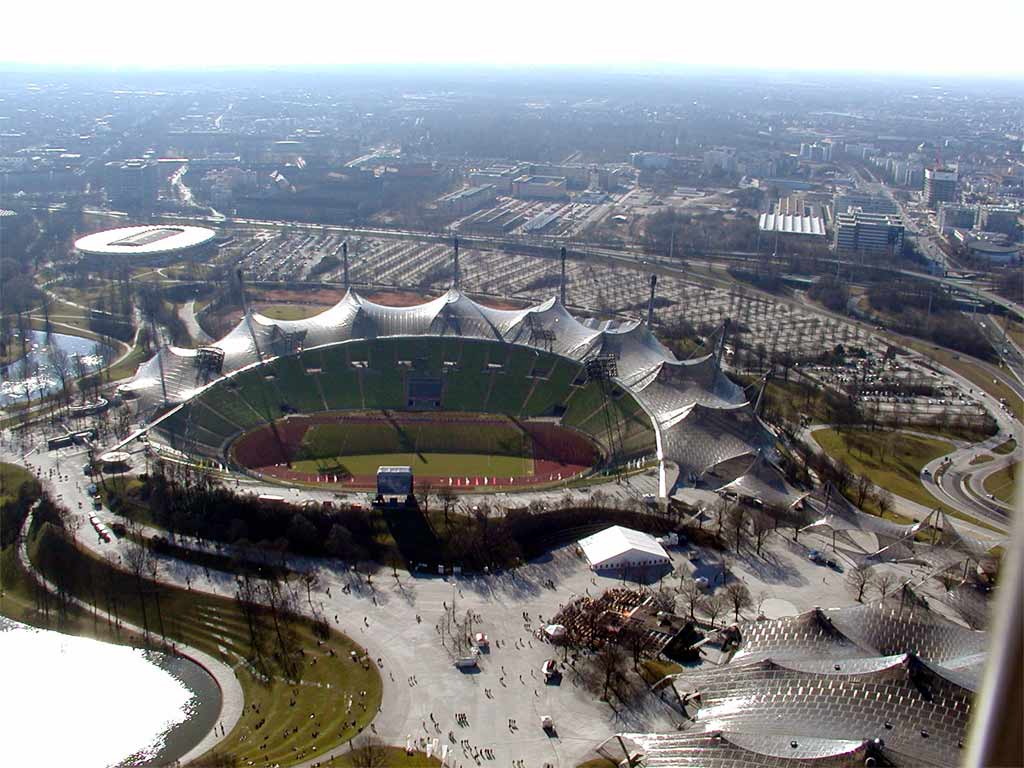
Müncheni Olimpiai Stadion (1972)
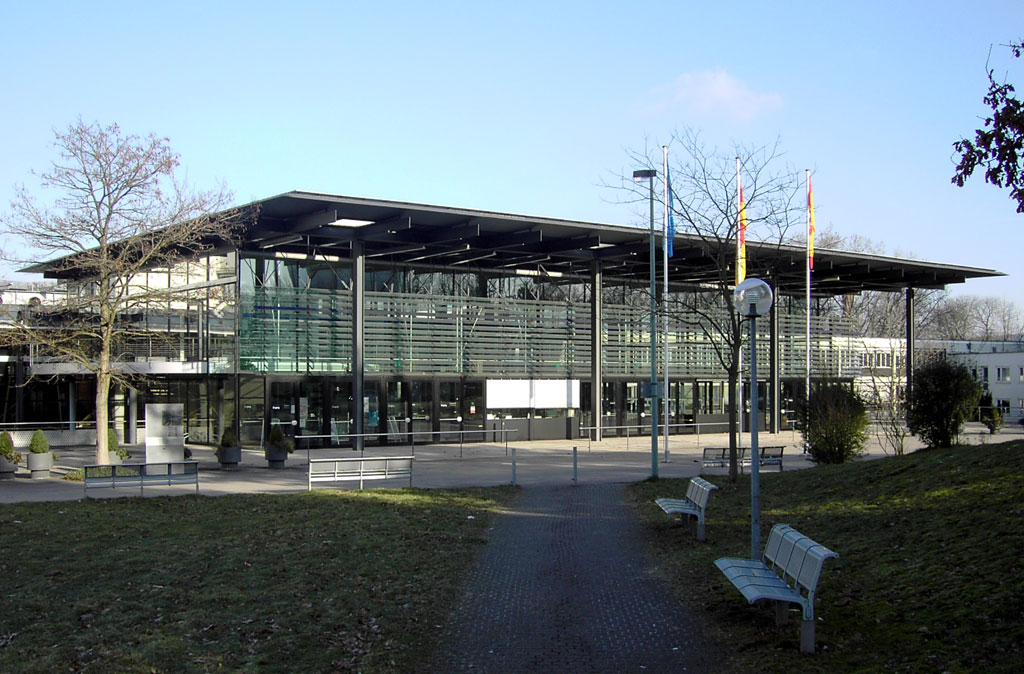
Neues Plenarsaal Bonn (1992)
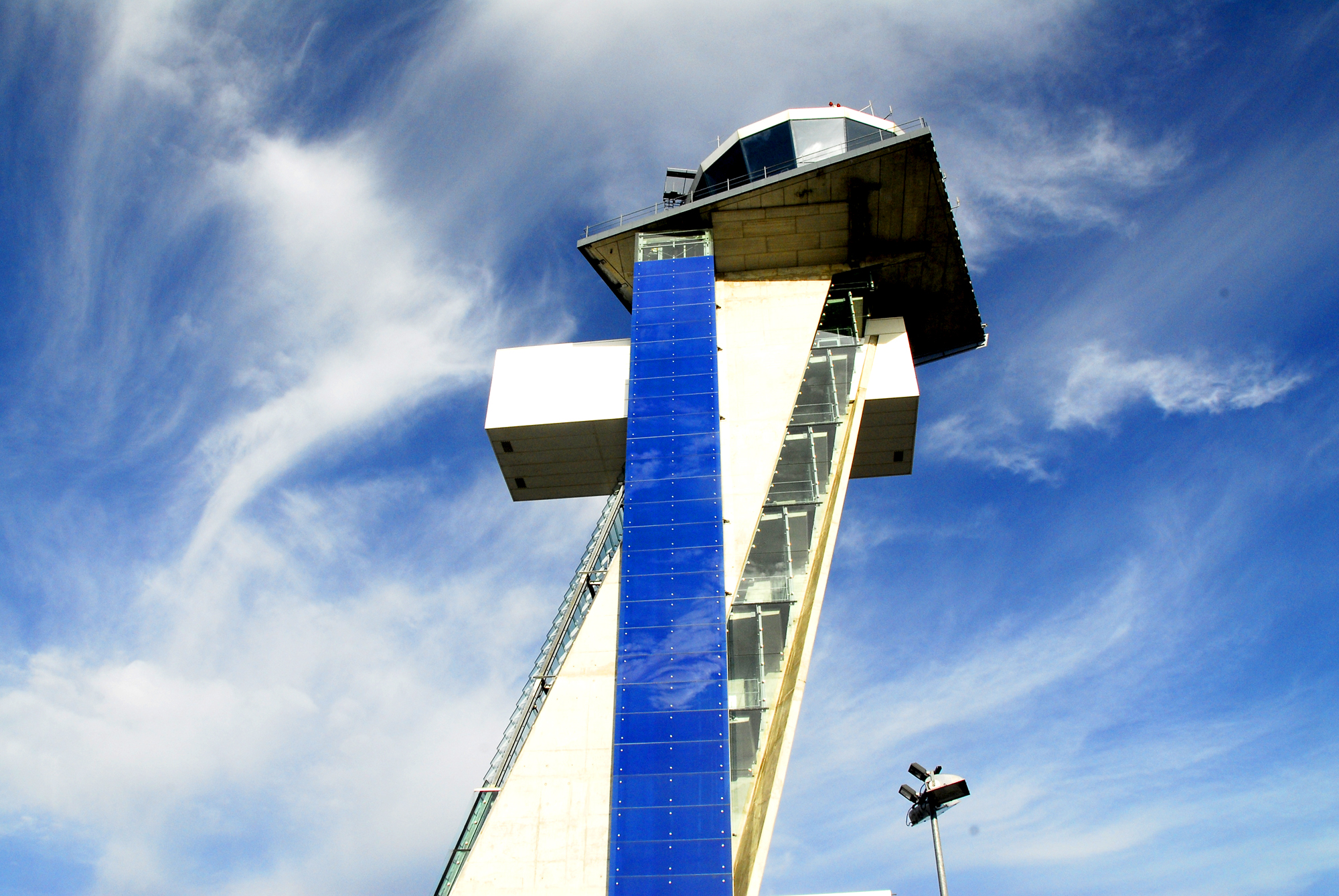
Kontrolltorony, Nürnberg Flughafen